# Naturschutzgebiet Erlenbruch Grenschede
Das Naturschutzgebiet Erlenbruch Grenschede mit einer Größe von 1,24 ha liegt im Arnsberger Wald nördlich von Velmede im Gemeindegebiet von Bestwig. Das Gebiet wurde 2008 mit dem Landschaftsplan Bestwig durch den Hochsauerlandkreis als Naturschutzgebiet (NSG) ausgewiesen. Das NSG liegt nur etwa 500 südlich vom südöstlichen Rand des Naturschutzgebiets Moorbirkenbruch am Gemeinheitskopf (Bestwig) entfernt. Im Gegensatz zum genannten NSG entwässert der Erlenbruch Richtung Süden.

## Gebietsbeschreibung
Beim NSG handelt es sich um einen Schwarzerlenbruchwald in einer Höhenlage von etwa 500 m. Im Bruch entspringt ein namenloser Bach. Im NSG kommen seltene Tier- und Pflanzenarten vor. Das NSG ist von Rotfichtenwald umgeben.

## Schutzzweck
Das NSG soll den Bruchwald mit seinen Arteninventar schützen.
Wie bei allen Naturschutzgebieten in Deutschland wurde in der Schutzausweisung darauf hingewiesen, dass das Gebiet „wegen der Seltenheit, besonderen Eigenart und Schönheit des Gebietes“ zum Naturschutzgebiet wurde.